# Trip to Southern Colorado
Pour plus de détails, voir Fiche technique et Distribution.

Trip to Southern Colorado est un très court film documentaire américain réalisé par Harry Buckwalter et sorti en 1906.
Produit par la Selig Polyscope Company, le film raconte un voyage dans le sud du Colorado.

## Fiche technique
- Titre : Trip to Southern Colorado
- Réalisation : Harry Buckwalter
- Scénario :
- Photographie :
- Montage :
- Producteur : William Selig
- Société de production : Selig Polyscope Company
- Société de distribution : Selig Polyscope Company
- Pays d'origine :  États-Unis
- Langue : film muet avec les intertitres en anglais
- Format : Noir et blanc — 35 mm — 1,33:1 — Muet
- Genre : Film documentaire
- Durée : 5 minutes
- Dates de sortie :
  -  États-Unis : juin 1906